# Bladlood

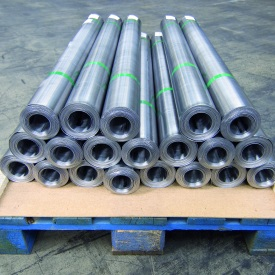
Rollen bladlood

Bladlood is platgewalst lood dat onder andere gebruikt wordt als waterkering in bouwkundige constructies zoals in muren, boven kozijnen, op daken en rondom dakkapellen. Voornamelijk daar waar verschillende materialen op elkaar aansluiten, denk aan het verticale metselwerk van een schoorsteen (loodloketten), op de omliggende dakpannen of het opgaande metselwerk van een gevel dat aansluit op een plat dak. Het wordt vooral gebruikt in de buitenlucht, waar het vaak wordt blootgesteld aan temperatuurwisselingen, daarom mogen lengtes niet groter dan één meter zijn, de naden worden gefelst zodat enige beweging onderling nog mogelijk blijft. Een felsnaad is een gevouwen verbinding van bijvoorbeeld lood of koper waarbij geen gebruik gemaakt wordt van soldeer of klinknagels. De felsnaad kan staand of liggend worden uitgevoerd.
Bladlood wordt in verschillende diktes geproduceerd. Bladlood code 15 bijvoorbeeld, is 1,32 mm dik. De oude benamingen bladlood NHL 15, 15 pds of 15 ponds lood gingen hieraan vooraf en komen nog wel voor. Dit lood heeft een theoretisch gewicht van 15 kg/m² en voldoet aan de Europese norm EN-12588.

## Eigenschappen
Lood is een vrij zacht materiaal en is daarom in de gewenste vorm te kloppen zonder dat er soldeer- of lasnaden nodig zijn. Mits op correcte wijze toegepast en aangebracht overleeft bladlood het gebouw en wordt het na gebruik eenvoudig gerecycled.
| Dichtheid                       | 11,340 kg/dm³         |
| Smeltpunt                       | 327 graden Celsius    |
| Lineaire uitzettingscoëfficiënt | 29,7·10−6 mm·mm−1·K−1 |
| Treksterkte                     | 13,6 - 22,4 N/mm²     |
| Rekgrens                        | 5,5 - 11 N/mm²        |
| Hardheid Brinell                | 51 - 95 N/mm²         |

Daarnaast biedt bladlood een goede bescherming tegen gammastraling en röntgenstraling; het wordt onder andere bij medische onderzoeken gebruikt om mensen en de omgeving van het onderzoeksgebied en de onderzoekers tegen stralingsschade te beschermen.
Lood is giftig als het in het lichaam komt. Het wordt weliswaar niet door de huid opgenomen, maar sporen aan de handen moeten na het werken met lood goed afgewassen worden.
Kleine hoeveelheden lood worden door de regen uitgespoeld en lood kan zo in het milieu terechtkomen.

## Recycling
De inzamelingsgraad van lood is 95%, de hoogste onder alle non-ferrometalen. De eigenschappen van bladlood blijven volledig behouden, dit in tegenstelling tot vele alternatieve materialen die vergaan door weersinvloeden of door inwerking van ultraviolette straling, zoals pvc. Het bladlood dat vrijkomt bij de sloop van een pand is geheel te recyclen tot een nieuw product.
Met een LCA kan de milieubelasting in getallen gemeten worden. Er wordt hierbij gekeken naar het energiegebruik, het grondstofgebruik, de hoeveelheid afval die vrijkomt en de emissies naar lucht, water en bodem voor elk van de processen waarmee het product gemaakt wordt: van grondstof tot eindproduct, inclusief gebruik, afdanking en eventueel hergebruik. Het resultaat van een LCA wordt een milieuprofiel genoemd.

## Vergelijking van verschillende bouwmaterialen
Volgens een onafhankelijke LCA-studie in opdracht van Uzimet, de enige bladloodproducent in de Benelux, heeft bladlood een zeer gunstige milieukostenindicator (MKI). Bladlood is ook opgenomen in de Nationale Milieu Database met een Categorie 1-milieuverklaring. In volgorde van aflopende duurzaamheid gebaseerd op de MKI waarden per m², per 75 jaar:
1. bladlood[1]
2. EPDM aluminium versterkt
3. Leadax
4. cPIB aluminium versterkt
5. Combinatie PVC/Lood

## Toepassingen
Bladlood wordt gebruikt als
- materiaal voor de waterdichte afsluiting voor daken, muren en ramen
- stralingwerend materiaal voor ruimten in ziekenhuizen, tandartspraktijken of dierenklinieken
- geluidsisolerend materiaal voor bijvoorbeeld discotheken en machines

Ribbellood wordt de laatste jaren in toenemende mate gebruikt voor aansluiting met holle of bolle pannen. Ribbellood is vaak met de hand te verwerken. Het tijdrovende inkloppen over de dakpannen wordt hiermee vermeden en vermindert ook de kans op breuk.

## Maten
Bladlood wordt doorgaans geleverd op rollen. Deze kunnen in een aantal standaardmaten en gewichten worden geleverd. Het Nederlandse systeem kent zeven standaardmaten.

## Patineren
Lood is uitstekend bestand tegen atmosferische invloeden. Bij blootstelling aan de buitenlucht wordt aan het loodoppervlak langzaam en geleidelijk een sterk hechtende en vrijwel onoplosbare oxidelaag gevormd met een zilvergrijze natuurlijke kleur patina.
Bij aanvang van het oxidatieproces ontwikkelt zich aan het loodoppervlak eerst een onstabiele laag loodoxide. Dat is na een enkele regenbui al goed zichtbaar in de vorm van lichtgrijze vlekken en strepen, dit is de zogenaamde instabiele fase waarin het beginpatina nog gedeeltelijk afspoelbaar is. Vrij snel ontwikkelt zich echter de permanente en goed aanhechtend beschermde oxidatielaag, het loodpatina.
Door het gebruik van patineerolie wordt de instabiele fase praktisch geheel voorkomen. Het heeft, buiten de vorming van de egale grijze loodkleur van het bladoppervlak, als grote voordeel dat strepen op de oppervlakte onder het bladlood, zoals dakpannen en leien, worden voorkomen. Dit is ook om esthetische redenen ongewenst, vooral bij "in het zicht" vallend werk. Eenvoudig patineerolie inwrijven met een zachte doek is voldoende en het voorkomt de vorming van vlekken en strepen. Het is verstandig om de boven- en onderzijde te patineren.